# St. Laurentius (Etzleben)

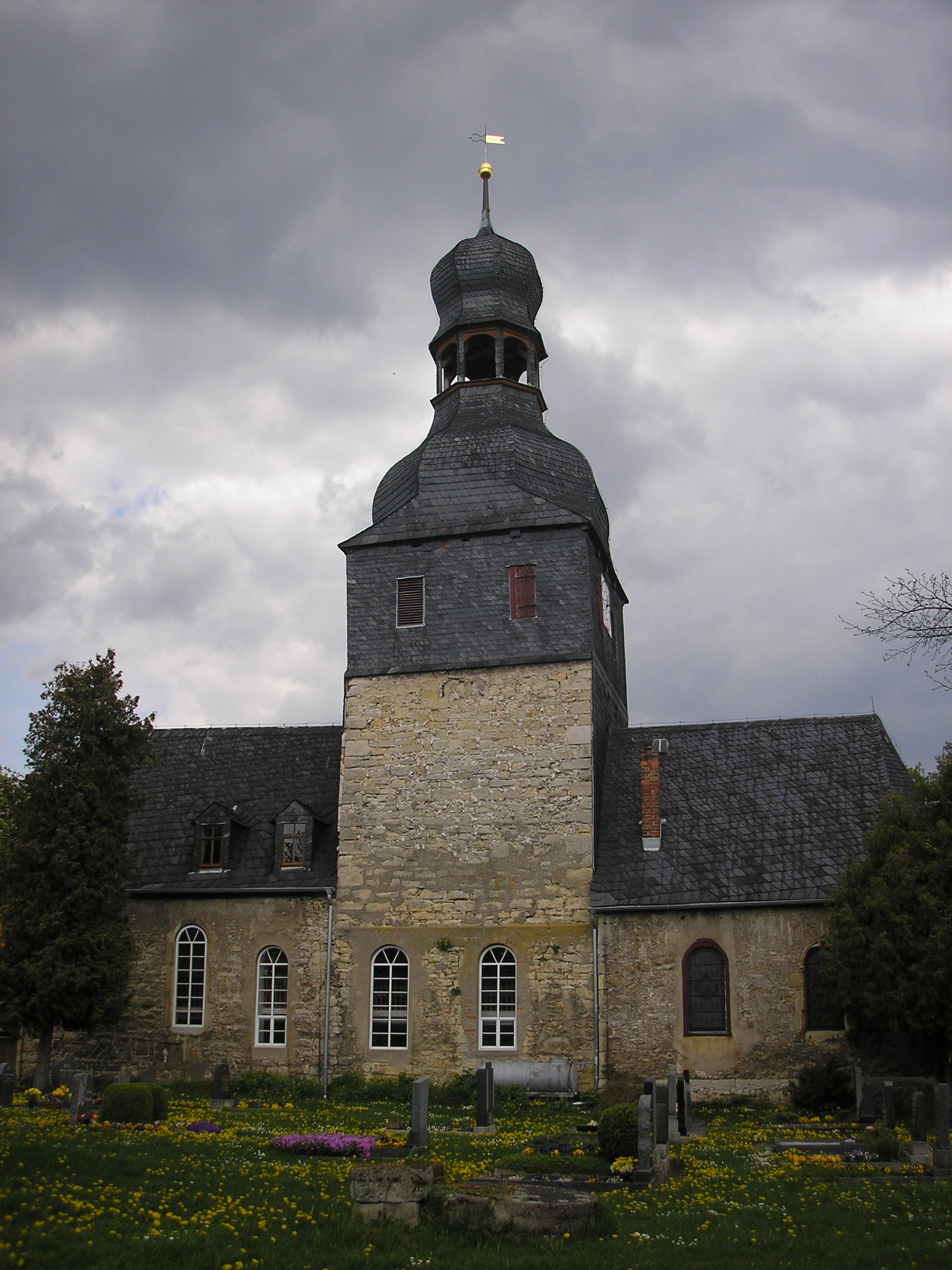
Die Kirche

Die evangelische Dorfkirche St. Laurentius steht in der Gemeinde Etzleben im Kyffhäuserkreis in Thüringen.

## Geschichte
Vor dem Jahr 1500 wurden das Choruntergeschoss und der Kirchturm gebaut. Um 1700 erfolgte der Bau des barocken Kirchenschiffs und des Glockengeschosses. Seither gehört zum Kirchengrundstück der Friedhof.

## Architektur
Sie ist eine Chorturmkirche mit einem polygonalen Chorschloss. Der Turm besitzt eine geschweifte achteckige Haube mit Laterne. Die Fenster des Gotteshauses sind schmale Rundbogenfenster mit Sprossung.
Das Kirchenschiff besitzt ein Satteldach. Der Chor ist mit einem Walmdach geschützt. Das Tonnengewölbe ist aus Holz. Innen befinden sich neben dem Altar ein Taufstein, ein Lesepult, das Gestühl und die Emporen sowie die Orgel und andere kirchliche Gegenstände. Auch die Gedenktafel für die gefallenen Soldaten befindet sich im Gotteshaus.